# Emile Lejeune
Emile Lejeune (Weerst, 17 februari 1938 – Luik, 28 december 2024) was een Belgisch voetballer die speelde als verdediger. Hij voetbalde in Eerste klasse bij Club Luik en speelde 10 interlandwedstrijden met het Belgisch voetbalelftal.

## Loopbaan
Lejeune debuteerde in 1959 als verdediger in het eerste elftal van toenmalig Eersteklasser Club Luik en verwierf er al spoedig een basisplaats. Met de ploeg eindigde Lejeune in 1961 als tweede in de eindrangschikking van de Belgische voetbalcompetitie. In de eerste helft van de jaren 1960-1969 eindigde de ploeg steeds in de eerste helft van de rangschikking en speelde daardoor enkele jaren in de Jaarbeursstedenbeker. In het seizoen 1963-64 behaalde Club Luik met Lejeune hierin de halve finales tegen Real Zaragoza nadat het onder meer Arsenal FC had uitgeschakeld. Lejeune bleef bij de ploeg voetballen tot in 1970 en zette toen een punt achter zijn spelersloopbaan op het hoogste niveau. In totaal speelde hij 276 wedstrijden voor Club Luik waarvan 243 competitiewedstrijden in Eerste klasse en hij scoorde hierin 5 doelpunten.
Tussen 1960 en 1964 werd Lejeune 14 maal geselecteerd voor het Belgisch voetbalelftal. Hij speelde tot mei 1962 in totaal 10 wedstrijden met de nationale ploeg.
Lejeune overleed op 28 december 2024 op 86-jarige leeftijd.